# Batalion „Miotła”

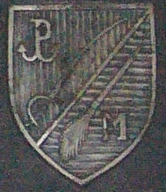
Odznaka batalionu „Miotła” z tablicy pamiątkowej w kościele św. Jacka

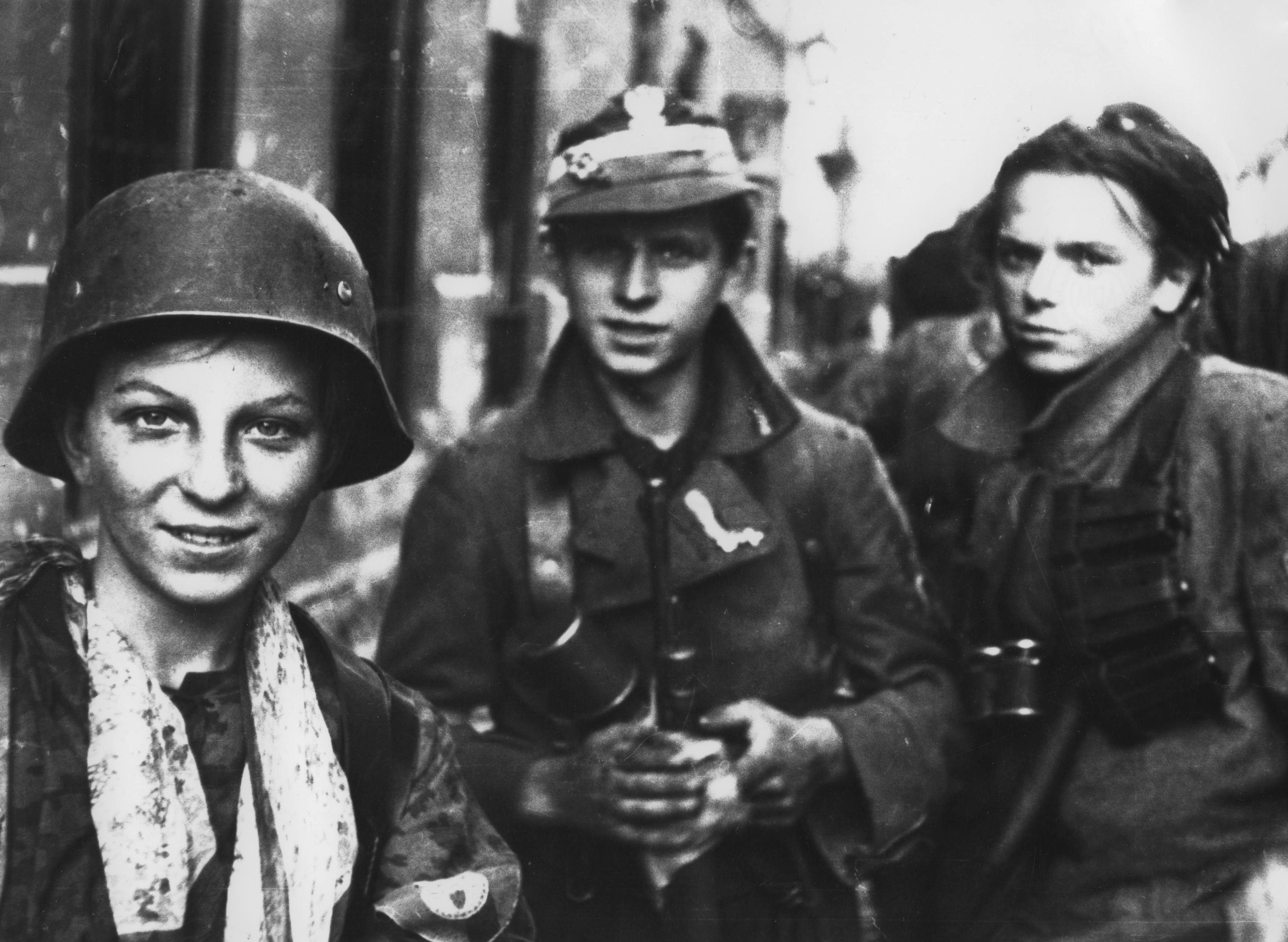
Żołnierze Batalionu Miotła w rejonie włazu kanałowego na ulicy Wareckiej: od lewej: Tadeusz Rajszczak „Maszynka”, Kazimierz Gabara „Łuk”, Mieczysław Lach „Pestka”

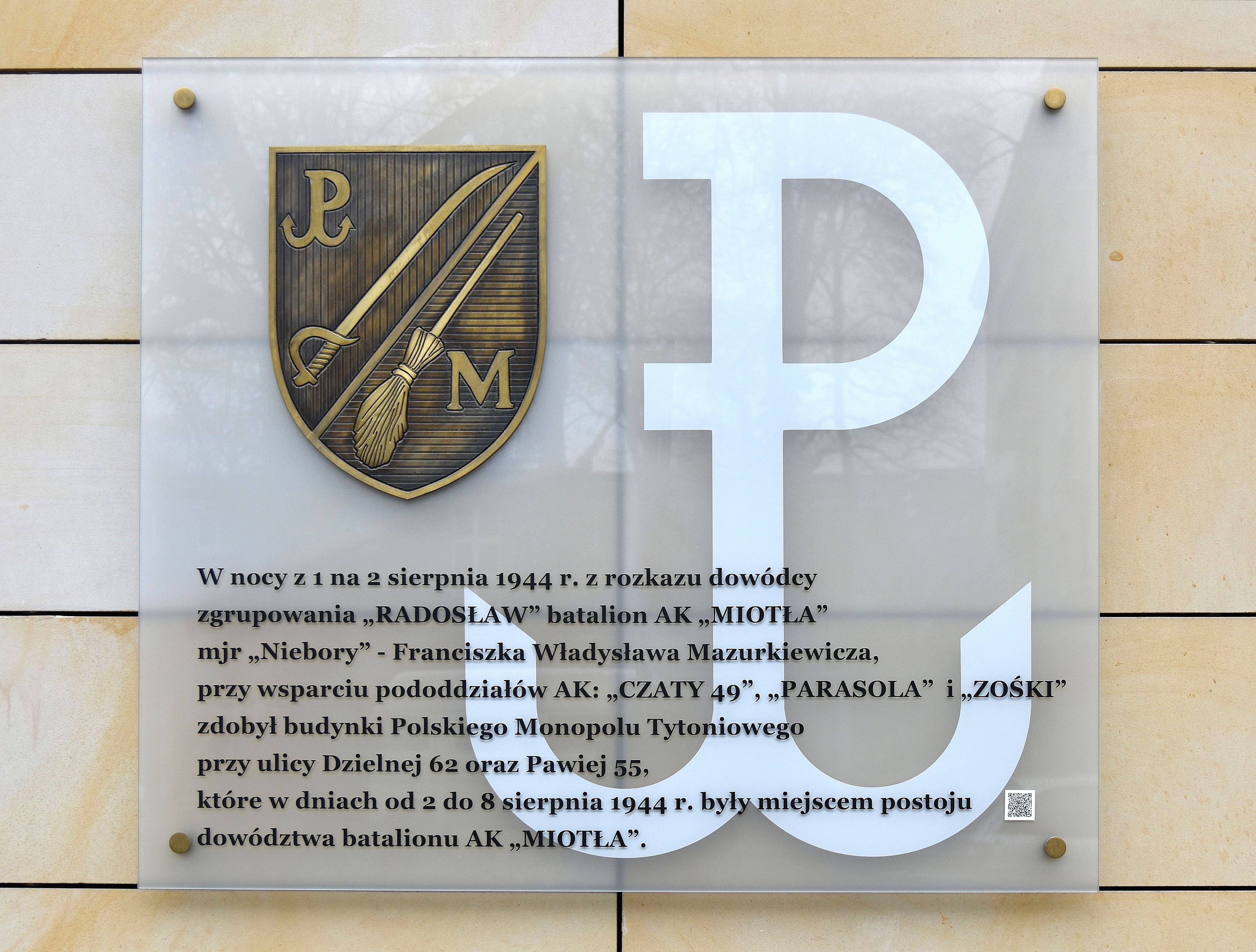
Tablica pamiątkowa przy ul. Dzielnej 60

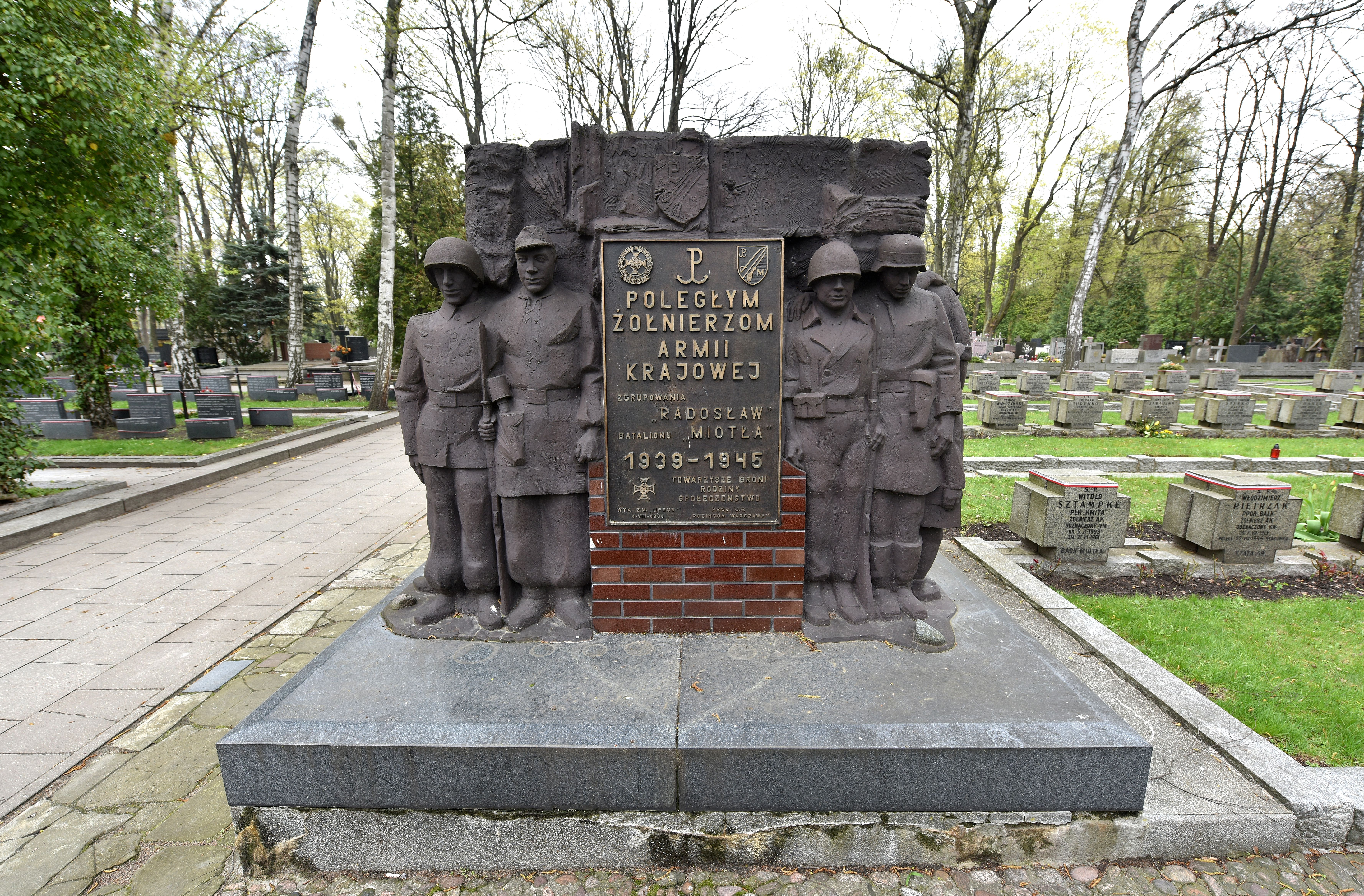
Upamiętnienie żołnierzy batalionu „Miotła” w kwaterze batalionu na Cmentarzu Wojskowym na Powązkach

Batalion „Miotła” – batalion (obok „Zośki” i „Parasola”) w strukturach Kedywu KG AK, powołany na przełomie lutego i marca 1944 roku. Dowódcą oddziału został mianowany kpt. Franciszek Władysław Mazurkiewicz – „Niebora”.
Batalion powstał na bazie oddziału dyspozycyjnego „Anatol” (od pseudonimu jego pierwszego dowódcy – Seweryna Skowrońskiego), który istniał już od przełomu lat 1939/40, przechodząc w tym czasie różne zmiany organizacyjne.

## Historia
Do organizującej się „Miotły” dołączono pluton „Niedźwiedzi” z Konfederacji Narodu oraz pluton z Powstańczych Oddziałów Specjalnych „Jerzyki”. Były to oddziały o zaawansowanym dorobku w walkach dywersyjnych, sabotażowych i partyzanckich w okresie okupacji.
W skład oddziału Anatola w okresie okupacji, wchodziły grupy:
- Tadeusza Palusiaka – „Kostka”
- Kazimierza Jackowskiego – „Hawelana” (późniejszy pseudonim – „Torpeda”)
- Tadeusza Janickiego – „Czarnego”
- Tadeusza Mrówczyńskiego – „Marsa”
- Henryka Gawlikowskiego – „Sarmaka”
- Mirosława Palczewskiego – „Mirka”
- oraz grupa kolejarzy i geodetów, która także zapisała chlubną kartę w walce z okupantem.

W czasie okupacji oddział prowadził działalność dywersyjną i sabotażową przeciw okupantowi oraz represyjną, zwalczając rodzimych zdrajców i konfidentów. Nazwa batalionu wzięła się właśnie z owego „wymiatania” Warszawy z renegatów i hitlerowskich agentów. Do czasu wybuchu powstania warszawskiego batalion wykonał kilkadziesiąt wyroków na zdrajcach oraz liczne akcje sabotażowe, małej i dużej dywersji.
W chwili wybuchu powstania batalion „Miotła” wszedł w skład Zgrupowania Radosław, a do istniejących już grup bojowych dołączyły: oddział Zygmunta Ziemięckiego – „Gałązki” oraz część oddziału tzw. „Kolegium A” pod dowództwem Tadeusza Wiwatowskiego – „Olszyny”.
W pierwszych dniach walk na Woli „Miotlarze” wsławili się między innymi, opanowaniem budynku Polskiego Monopolu Tytoniowego przy ulicy Pawiej, które to natarcie odblokowało przebywającą po sąsiedzku w Fabryce Kamlera na ul. Dzielnej i atakowaną przez Niemców, Komendę Główną AK. Brali też udział w zdobyciu dwóch niemieckich czołgów Panther, które zostały następnie przekazane do Plutonu Pancernego Baonu „Zośka”. W dniach 6-10 sierpnia uczestniczył w walkach w obronie cmentarzy wolskich i ul. Okopowej.
11 sierpnia batalion wykonał kontruderzenie na ulicy Stawki, gdzie od ulicy Dzikiej atakowały oddziały niemieckie, grożąc odcięciem jednostek powstańczych od Starego Miasta. W ciężkich walkach, odrzucono Niemców i utrzymano łączność ze Starym Miastem, ale w walkach poległ dowódca batalionu „Niebora”, jego zastępca „Olszyna”, czterech innych oficerów i wielu żołnierzy. Ogromna liczba odniosła rany. Na skutek tych strat batalion „Miotła” przestał praktycznie istnieć. Większość tych, którzy byli zdolni do walki, weszła w skład batalionu „Czata 49”, w którego szeregach walczyli dalej na Muranowie, Starym Mieście, a po jego upadku i przejściu kanałami do Śródmieścia, na odcinku południowym tej dzielnicy, w okolicy placu Trzech Krzyży, Alei na Skarpie i ulicy Książęcej. Tam też, z trzech plutonów Miotły: „Jerzyków”, „Niedźwiedzi” i „Torpedy” utworzono kompanię pod dowództwem Michała Panasika – „Szczęsnego”, podporządkowaną dowódcy odcinka, majorowi „Sarnie”. Pozostała część batalionu walczyła w szeregach Zgrupowania Radosław na Czerniakowie.
Straty bojowe „Miotły” w powstaniu to około 240 zabitych i rannych. W końcowej fazie walk „Miotła” liczyła już tylko 46 żołnierzy, to jest zaledwie ok. 15% stanu batalionu z pierwszego dnia powstania. Ocenia się, ze najwyższy stan liczbowy batalionu wynosił ok. 280 żołnierzy, łącznie zaś w całym powstaniu, przez jego szeregi przewinęło się około 370 osób. 33 żołnierzy za wybitne męstwo zostało odznaczonych najwyższym bojowym odznaczeniem – krzyżem Virtuti Militari, wielu innych Krzyżem Walecznych.
Po kapitulacji powstania, część żołnierzy „Miotły” nie poszła do niewoli niemieckiej i prowadziła dalej działalność konspiracyjną w miejscowościach podwarszawskich. Pewna część żołnierzy, pod dowództwem kpt. Tadeusza Janickiego „Czarnego”, stanowiła jeden z oddziałów ochrony Komendy Głównej Armii Krajowej w Częstochowie.
W następnych latach, wielu żołnierzy „Miotły” podzieliło gorzki los wielu polskich patriotów, przechodząc przez ubeckie katownie i odsiadując wysokie wyroki za przelaną dla ojczyzny krew. Kilkunastu żołnierzy było sądzonych przez komunistyczne sądy, gdzie zapadły wyroki skazujące na długoletnie więzienie. Wydano również dwa wyroki śmierci na żołnierzy „Miotły” – kawalerów Virtuti Militari, których na szczęście nie wykonano.
Przykładem powojennej działalności żołnierzy „Miotły” może być akcja wydobycia i próby przechowania broni powstańczej znalezionej w odkopanym z gruzów powstańczym wozie bojowym „Kubuś”. Wyjęto z niego dla celów muzealnych kilka sztuk broni konspiracyjnej produkcji. Broń ta została przewieziona do Piastowa i tymczasowo ukryta przez Aleksandra Budzyńskiego ps. „Kret”. W tym ukryciu oczekiwała na nadejście czasów, kiedy będzie mogła być oficjalnie przekazana do muzeum bez obawy narażenia jej na zniszczenie, co było regułą postępowania ówczesnych władz bezpieczeństwa. Wydarzenie to okazało się fatalne w skutkach, gdyż w zaostrzającej się sytuacji politycznej na początku 1949 roku zostali aresztowani kpt. Tadeusz Janicki i Aleksander Budzyński. W wyniku śledztwa broń, ukryta przez Aleksandra Budzyńskiego, została przez władze bezpieczeństwa odnaleziona. W oparciu o ten fakt zbudowano fantastyczny fikcyjny akt oskarżenia, w wyniku którego kpt. Tadeusz Janicki został skazany na dwukrotną karę śmierci, zamienioną w 1950 r. na dożywotnie więzienie, zaś Aleksander Budzyński na 15 lat więzienia. Kpt. Tadeusz Janicki został zwolniony z więzienia w 1956 r., a w 1999 r. wszystkie wydane na niego wyroki zostały uznane za nieważne. Aleksander Budzyński został zwolniony z więzienia w 1955 r., a unieważnienie wydanego na niego wyroku nastąpiło w roku 1993.
Działa Środowisko Byłych Żołnierzy Batalionu Miotła oraz Społeczny Komitet Opieki nad Grobami Poległych Żołnierzy AK Batalionu Miotła, który opiekuje się kwaterą Miotły na cmentarzu Wojskowym na Powązkach w Warszawie.
Dziedzictwo tradycji batalionu Miotła przejęła Jednostka Wojskowa Komandosów z Lublińca na podstawie decyzji podpisanej 17 lutego 2014 przez wiceministra Macieja Jankowskiego.

## Skład batalionu Miotła w powstaniu warszawskim
- pluton „Niedźwiedzi” z Pionu Uderzenia KN (dow. Lech Niżyński)
- pluton „Jerzyki” (d-ca Michał Panasik)
- pluton por. „Czarnego” (d-ca Tadeusz Janicki)
- pluton por. „Gałązki” (d-ca Zygmunt Ziemięcki)
- pluton ppor. „Kostka” (d-ca Tadeusz Palusiak) – po ciężkim zranieniu „Kostka”, objęty przez jego zastępcę, Kazimierza Jackowskiego i przemianowany na pluton „Torpedy”
- pluton por. „Kuleszy” (d-ca Witold Przyborowski)
- pluton por. „Marsa” (d-ca Tadeusz Mrówczyński)
- pluton por. „Mirka” (d-ca Mirosław Palczewski)
- pluton por. „Olszyny” (d-ca Tadeusz Wiwatowski)
- pluton ppor. „Sarmaka” (d-ca Henryk Gawlikowski)
- patrol „Żmudzina” (d-ca Andrzej Grodecki) – od 5 sierpnia wcielony do plutonu „Niedźwiedzi”
- patrol sanitarny w dyspozycji dowódcy batalionu – 5 sanitariuszek[4].

## Żołnierze (m.in.)
- Andrzej Englert
- Tadeusz Gołębiowski
- Jan Kurpiński (ps. „Gabryś”)
- Zygmunt Krasiński (ps. „Wilk II”)
- Andrzej Grodecki
- Tadeusz Molenda
- Marian Molenda
- Edward Molenda
- Henryk Molenda
- Zofia Molenda
- Stanisław Gromulski
- Wanda Gromulska
- Halina Kifer (ps. „Kropelka”)
- Wacław Reszut
- Czesław Pełka
- Krystyna Trzaska
- Tadeusz Kurzyna
- Halina Dudzikówna
- Edmund Janowski (ps. „Rybitwa”)
- Wanda Kurzyna-Seredyńska
- Czesław Rozental
- Barbara Wiewiórowska
- Leokadia Karpiuk
- Czesław Pryliński (ps. „Czesław”)
- Tadeusz Poznański
- Jan Barszczewski
- Wanda Sadowska
- Jadwiga Sadowska
- Kazimierz Jackowski (ps. „Torpeda”)
- Jan Antoni Romańczyk
- Michał Zaborowski
- Jerzy Trószczyński
- Czesław Rathe
- Zbigniew Art
- Franciszek Jurecki
- Eugeniusz Iskrzyński (kpt. Orlik)
- Edmund Baranowski „Jur”[5]
- Jerzy Mindziukiewicz
- Tadeusz Wall (ps. „Góra”)
- Zofia Barańska (ps. „Ursus”)
- Eugeniusz Barański (ps. „Bem”)
- Roman Staniewski (ps. „Stanisław Kwiatkowski”)
- Stefan Kaczmarski
- Franciszek Swierczewski (ps. „Franek”)
- Stanisław Troszczyński (ps. „Śmigły”)
- Aleksander Budzyński (ps. „Kret”)
- Zdzisław Michalski (ps. „Sokół”, „Maciek”)
- Tomasz Wawrzyński (ps. „Przygoda”)
- Zbigniew Wojterkowski (ps. ,,Sowa")